# Sembleçay
Sembleçay là một xã ở tỉnh Indre ở miền trung nước Pháp. Xã này có diện tích 8,08 km², dân số năm 1999 là 106 người. Khu vực này có độ cao trung bình 100 mét trên mực nước biển.